# Paul Fechter
Paul Fechter (Elbląg, 14 de septiembre de 1880 - Berlín, 9 de enero de 1958) fue un crítico de arte y teatro, editor y escritor alemán.

## Obras
- Die Tragödie der Architektur. Weimar, Erich Lichtenstein, 1922
- Geschichte der deutschen Literatur. Berlín, Knaur Nachf., 1941
- Menschen und Zeiten. Begegnungen aus 5 Jahrzehnten. Gütersloh: Bertelsmann, 1948
- An der Wende der Zeit. Menschen und Begegnungen. Gütersloh: Bertelsmann, 1949
- Kleines Wörterbuch für literarische Gespräche. Gütersloh: Bertelsmann, 1950
- Alle Macht den Frauen. Gütersloh: Bertelsmann, 1950
- Zwischen Haff und Weichsel. Jahre der Jugend. Gütersloh: Bertelsmann, 1954
- Deutscher Osten. Bilder aus West- und Ostpreußen. [Gütersloh]: Bertelsmann, 1955
- West- und Ostpreußen. Bilder aus dem deutschen Osten. Gütersloh: S. Mohn, 1962